# Mike York
Michael Allan York (* 3. ledna 1978 Waterford) je bývalý americký lední hokejista, který hrával na postu levého křídla. V NHL hrál za kluby New York Rangers, Edmonton Oilers, New York Islanders, Philadelphia Flyers, Phoenix Coyotes a Columbus Blue Jackets. V základní části NHL odehrál 579 utkání, v nichž zaznamenal 322 kanadských bodů (127 branek), dalších 6 zápasů a 2 body přidal ve vyřazovací části. V roce 2002 byl vybrán do All-Star Game. Jednu sezónu strávil i ve finské nejvyšší soutěži v dresu Lahti Pelicans a šest sezón v německé lize, kde byl kapitánem Iserlohn Roosters. Roku 2005 hrál v all-star game německé ligy. S americkou reprezentací získal stříbrnou medaili na olympijských hrách v Salt Lake City roku 2002. Hrál i na mistrovství světa 2005 (6. místo). Má stříbro z mistrovství světa juniorů 1997, na tomto turnaji byl nejužitečnějším hráčem. Po skončení hráčské kariéry v roce 2016 se stal trenérem, působí v univerzitním hokeji.